# Атлетіку (Паранаваї)
«Атлетіку Паранаваї» (порт. Atlético Clube Paranavaí) — бразильський футбольний клуб з міста Паранаваї, штат Парана, заснована 14 березня 1946 року.

## Історія
Спортивний клуб «Паранаваї» було засновано 14 березня 1946 року. В 1967 році клуб завоював свій перший титул, «Паранаваї» став переможцем другого дивізіону Ліги Паранаенсе. Незважаючи на те, що клуб розпочав свої виступи в вищому дивізіоні Ліги Паранаенсе, все ж більшу частину своєї історії «Паранаваї» провів у другому дивізіоні, в цей період їх місце в першому дивізіоні посідали клуби з інших міст штату. В 2003 році команда знову повернулся до Ліги Паранаенсе. Цей тріумф став можливим завдяки повернення до клубу Жуліу, а також гравців групи атаки Нейжинью та Алессіу. У тому сезоні команда зазнала лише однієї поразки (0:2), в останньому турі від «Корітіби», на стадіоні Коуту Перейра. В 2007 році команда вперше в своїй історії став переможцем Ліги Паранаенсе. В 2013 році клуб вилетів до другого дивізіону чемпіонату штату Парана.

## Досягнення
- Ліга Паранаенсе
  -  Чемпіон (1): 2007
  -  Срібний призер (1): 2003

- Другий дивізіон Ліги Паранаенсе
  -  Чемпіон (3): 1967, 1983, 1992

## Відомі гравці
- Данило